# Lake Grace
Lake Grace är en ort i Australien. Den ligger i kommunen Lake Grace och delstaten Western Australia, omkring 280 kilometer sydost om delstatshuvudstaden Perth.
Trakten runt Lake Grace är nära nog obefolkad, med mindre än två invånare per kvadratkilometer.. Lake Grace är det största samhället i trakten.
Trakten runt Lake Grace består till största delen av jordbruksmark. Genomsnittlig årsnederbörd är 477 millimeter. Den regnigaste månaden är maj, med i genomsnitt 69 mm nederbörd, och den torraste är januari, med 11 mm nederbörd.